# 낸시 크리스
낸시 크리스(Nancy Criss, 1960년 5월 18일 ~ )는 미국의 배우, 영화 감독, 텔레비전 배우, 영화배우이다.

## 영화
- 웨이팅 인 더 윙스: 스틸 웨이팅 (2016년)
- 브로큰: 어 뮤지컬 (2015년)
- 더 스패로우: 네스팅 (2015년)
- 어 호스 포 썸머 (2015년)
- 파인딩 미스터 라이트 (2011년)